# Helmut Xander
Helmut Xander (* 1. Juni 1938; † 17. September 2019) war ein deutscher Politiker (CDU).
Xander war Geschäftsführer der Landesentwicklungsgesellschaft Baden-Württemberg. Von 1994 bis 2000 gehörte er der Regionalversammlung des Verbands Region Stuttgart an. Vom 7. Dezember 1999 bis zum 19. September 2000 war er als Nachfolger von Eberhardt Palmer Vorsitzender des Verbands Region Stuttgart. In Folge eines schwierigen Verhältnisses zu Regionaldirektor Bernd Steinacher legte Xander sein Amt nach nur zehn Monaten nieder. Ihm folgte Jürgen Fritz nach.
Xander lebte im Sachsenheimer Stadtteil Kleinsachsenheim.